# Epitrix brevis
Epitrix brevis är en skalbaggsart som beskrevs av Schwarz 1878. Epitrix brevis ingår i släktet Epitrix och familjen bladbaggar. Inga underarter finns listade i Catalogue of Life.